# Neolepidostoma jacobsoni
Neolepidostoma jacobsoni är en nattsländeart som beskrevs av Georg Ulmer 1910. Neolepidostoma jacobsoni ingår i släktet Neolepidostoma och familjen kantrörsnattsländor. Inga underarter finns listade i Catalogue of Life.